# Mehriban Aliyeva
Mehriban Arif qizi Aliyeva (tiếng Azerbaijani: Mehriban Arif qızı Əliyeva; sinh ngày 26 tháng 8 năm 1964) là Phó Tổng thống và Đệ Nhất Phu nhân của Azerbaijan.

## Cuộc đời
Mehriban Aliyeva (thường gọi là Pashayeva) sinh ra tại Baku, trong một gia đình quyền lực giàu có và nổi tiếng tại Azerbaijan. Ông nội của bà là nhà văn Mir Jalal Pashayev Azerbaijan. Chú của Pashayeva là Hafiz Pashayev, cựu Đại sứ đầu tiên của Azerbaijan tại Hoa Kỳ. Cha của Mehriban Arif qizi Aliyeva là Pashayeva Aliyeva, ông là Hiệu trưởng của Học viện Hàng không Quốc gia ở Baku và mẹ bà, Aida Imanguliyeva (1939-1992) là một nhà triết học nổi nổi tiếng.
Mehriban Aliyeva tốt nghiệp phổ thông trung học vào năm 1981. Ngày 22 tháng 12 năm 1983, bà kết hôn với Ilham Aliyev, con trai của Heydar Aliyev, cựu Tổng thống Azerbaijan tại Baku. Bà theo học tại Đại học Y khoa Azerbaijan rồi học tiếp tại Học viện Y Sechenov Moskva. Bà tốt nghiệp tại đây vào năm 1988. Từ năm 1988 đến 1992, Mehriban Aliyeva làm việc tại Viện Nghiên cứu quốc gia về các bệnh mắt thuộc Viện khoa học và y tế Nga tại Moskva.
Các con của Mehriban Aliyeva là Leyla (sinh 03 tháng 7 năm 1985) và Arzu (sinh 23 tháng 1 năm 1987) và Heydar (sinh ngày 02 tháng 8 năm 1997). Leyla đã kết hôn và hiện là biên tập viên của tạp chí Baku, xuất bản bởi doanh nhân Nga Aras Agalarov Azerbaijan.

## Sự nghiệp
Năm 1995, Mehriban Aliyeva thành lập Azerbaijani Culture Friends Foundation. Sau khi bố chồng của bà là Heydar Aliyev qua đời vào năm 2003, năm sau Aliyeva thành lập Heydar Aliyev Foundation (gọi tắc là HAF) để nghiên cứu và tổ chức các sự kiện nhằm thúc đẩy ý thức hệ chính trị của Heydar Aliyev. Tại Azerbaijan, theo một số bài báo, "Tổ chức HAF đã xây dựng các trường học nhiều hơn Bộ Giáo dục của Azerbaijan, ho đã xây được nhiều bệnh viện hơn so với Bộ Y tế, và tổ chức thực hiện các sự kiện văn hóa nhiều hơn cả so với Bộ Văn hóa." Heydar Aliyev Foundation hiện tại đang tài trợ cho nhiều dự án ngoài lãnh thổ Azerbaijan, như tài trợ cho việc xây dựng mới Bảo tàng Louvre, Cung điện Versailles, và Nhà thờ Strasbourg.
Cũng trong năm 2004, Mehriban Aliyeva được chỉ định trở thành Đại sứ thiện chí của UNESCO.

## Đại biểu Quốc hội
Năm 2005, trong cuộc bầu cử vào quốc hội, Mehriban Aliyeva đã đắc cử trở thành đại biểu Quốc hội Azerbaijan (theo BBC, Mehriban Aliyeva đã có 94% số phiếu bầu cho bà). Thế nhưng, theo các tài liệu từ WikiLeaks, người ta không thấy Mehriban Aliyeva tham dự vào các phiên họp của Quốc hội.

## Phó Tổng thống
Ngày 22 tháng 2 năm 2017, Tổng thống Azerbaijan Ilham Aliyev đã bổ nhiệm vợ là bà Mehriban Aliyeva vào chức vụ phó tổng thống thứ nhất. Quyết định bổ nhiệm này gặp phải sự phản đối từ phe đối lập vì họ cho rằng việc này sẽ đưa Azerbaijan trở lại thời kỳ trung cổ khi chính quyền theo hình thức gia đình trị. Năm 2016, sau cuộc trưng cầu dân ý với kết quả sít sao, Azerbaijan đã thay đổi hiến pháp để thêm chức vụ phó tổng thống thứ nhất, vị trí quyền lực thứ hai sau tổng thống. Do đó, với việc bổ nhiệm này bà Mehriban Aliyeva là người đầu tiên giữ chức vụ phó tổng thống thứ nhất của Azerbaijan.

## WikiLeaks
Trong năm 2010, The Guardian cho đăng một bài viết liên quan đến Mehriban Aliyeva với nội dung được trích từ các tài liệu của WikiLeaks.. Theo bài báo, "Các nhà quan sát ở Baku đã lưu ý rằng, Azerbaijan đang hoạt động tương tự như chế độ phong kiến ở châu Âu trong thời Trung Cổ: một số ít gia đình có quyền kiểm soát ở các khu vực địa lý nhất định, cũng như một số lĩnh vực của nền kinh tế". WikiLeaks đã thu được các tài liệu cáo buộc gia đình Aliyev cấu kết với các gia đình khác để giữ cho việc tổ chức các loại độc quyền kiểu kinh doanh lớn tại Azerbaijan. Khoản lợi từ kinh doanh của gia đình Aliyeva thu được bao gồm ngân hàng, bảo hiểm, xây dựng và du lịch. Ngoài ra, tài liệu còn cho biết, gia đình bà sở hữu một đại lý xe hơi Bentley.